# Minoa cinerearia
Minoa cinerearia là một loài bướm đêm trong họ Geometridae.